# Cantone di Merdrignac
Il Cantone di Merdrignac era una divisione amministrativa dell'Arrondissement di Dinan.
A seguito della riforma approvata con decreto del 13 febbraio 2014, che ha avuto attuazione dopo le elezioni dipartimentali del 2015, è stato soppresso.

## Composizione
Comprendeva 9 comuni:
- Gomené
- Illifaut
- Laurenan
- Loscouët-sur-Meu
- Merdrignac
- Mérillac
- Saint-Launeuc
- Saint-Vran
- Trémorel